# 泗陽県
泗陽県（しよう-けん）は中華人民共和国江蘇省に位置する省直轄の県であり、しばらくの間、宿遷市の代理管轄下に置かれている。

## 地理
泗陽県は江蘇省宿遷市の東南部に位置する。西北は宿遷市区、東南は淮安市淮陰区、東北は沭陽県、西は泗洪県に隣接する。気候は、四季の別がはっきりしている。
黄河旧流路（かつての泗水本流）、および京杭大運河が西北から東南の方向に泗陽県を貫いている。南は、中国第四の淡水湖である洪沢湖に面している。

## 歴史
漢代現在の淮安市西部に設置された泗陽県を前身とする。後漢により泗陽県は廃止されたが、1218年（興定2年）、金朝により県南西部に淮浜県として再設置された。元代になると1277年（至元14年）に桃園県と、明代になると洪武初年に桃源県と改称し、のちに淮安府に属した。
中華民国が成立すると1914年（民国3年）、湖南省に同名の桃源県が存在したことから泗陽県と改称された。1996年以前は淮陰市の管轄とされたが、1987年の宿遷市設置に伴い移管され現在に至る。

## 行政区画
- 街道:衆興街道、城廂街道、来安街道
- 鎮:愛園鎮、王集鎮、裴圩鎮、新袁鎮、李口鎮、臨河鎮、穿城鎮、盧集鎮、三荘鎮
- 郷:荘圩郷